# Adhur-Narseh
Adhur-Narseh ou Adarnases est un roi sassanide d'Iran ayant régné en 309.

## Biographie
Adhur-Narseh est le fils ainé de Hormizd II et de sa première épouse, une fille du souverain de l'Empire kouchan du Gandhara. Il se serait fait remarquer par sa cruauté et il est détrôné et tué après quelques mois de règne par les représentants de la haute noblesse et du clergé zoroastrien.
Ces mêmes nobles aveuglent un de ses frères alors qu'un autre, Hormizd, est mis en prison pendant treize ans. Ils décident ensuite de choisir comme futur souverain l'enfant à naitre de la reine Ifra-hormazd qui est couronné roi in utero, ce qui leur permet de contrôler de facto le pays jusqu'en 330.